# Dimitrie Ghica-Comănești

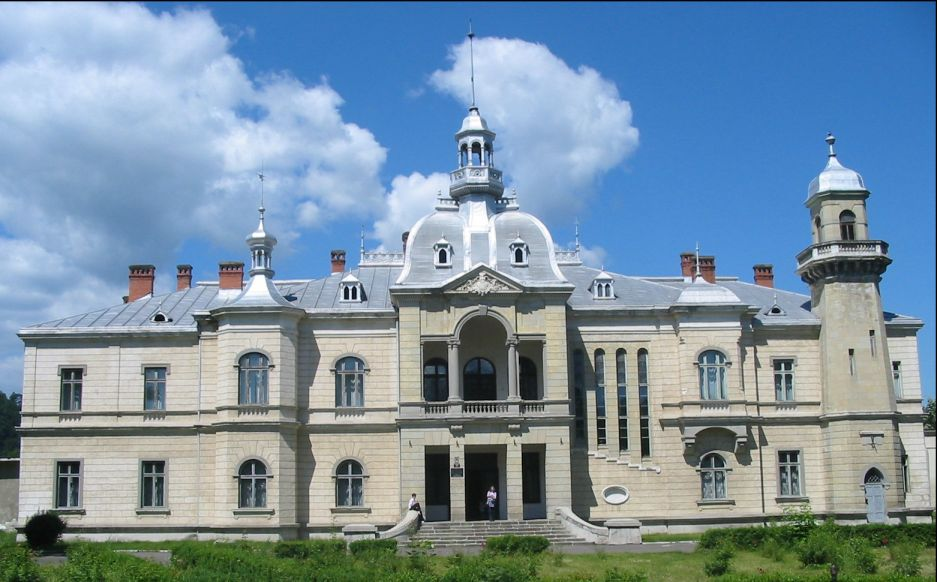
Il Palazzo Ghica a Comănești (Bacău) residenza del principe ed attuale sede del Museo Ghica di etnografia ed arte contemporanea

Dimitrie Ghica-Comănești (Iași, 31 dicembre 1839 – Comănești, 1923) è stato un politico ed esploratore rumeno.

## Biografia
Nato nella nobile famiglia fanariota Ghica, fu cospiratore risorgimentale. Docente in legge all'Università di Berlino e più volte prefetto di Bacău.

## Esplorazione della Somalia
Il principe Ghica fu tra i primi esploratori europei a perlustrare il Corno d'Africa ed in particolare la parte occidentale della Somalia. Imbarcatosi a Trieste assieme al figlio Nicolae, giunse nel porto di Berbera il 22 ottobre 1895 e durante cinque mesi di esplorazioni raccolse informazioni sulla flora, la fauna e le popolazioni autoctone della zona.
L'esperienza del viaggio venne raccontata in due diversi libri:
- Cinq mois au pays des Somalis, scritto da Nicolae Ghica e pubblicato a Ginevra nel 1897, è una sorta di diario di viaggio, a volte con brevi appunti etnografici, e contiene una descrizione della fauna locale con la denominazione comune europea, quella scientifica ed il nome locale. Il libro contiene inoltre 20 fotografie, scattate dal padre, con la rappresentazione di alcune specie botaniche ed una mappa della spedizione.
- O espediție română în Africa, scritto da Dimitrie Ghica e pubblicato nello stesso anno, ha invece un taglio più scientifico e illustra in 176 pagine con 30 fotografie la flora, la fauna e le popolazioni indigene. Nel libro sono contenuti un elenco di 55 specie botaniche delle quali il principe raccolse degli esemplari e l'elenco completo degli animali uccisi durante le battute di caccia, 201 esemplari di 20 specie diverse. L'autore dedicò il libro a Re Carol I.

Al ritorno in Europa, gli animali vennero fatti imbalsamare, mentre le piante vennero sottoposte allo studio dei più noti botanici dell'epoca, tra cui G. Wolkens e G. Schweinfurth; oggetto di studio furono anche le mappe e le informazioni geografiche raccolte, che vennero affidate al geografo austriaco Philipp Paulitsckhe.
Un esemplare di ognuna delle specie cacciate è raccolto presso il Muzeul Național de Istorie Naturală Grigore Antipa di Bucarest.
È sepolto nella tomba di famiglia del cimitero di Comănești